# Siegfried Schütze
Siegfried Schütze (* 1940 in Berlin) ist ein deutscher Maler und Grafiker.

## Leben und Werk
Schütze erlebte als Vierjähriger, wie während des Zweiten Weltkriegs eine Granate in Berlin die Wohnung der Familie verwüstete, was dazu beitrug, dass er später ein überzeugter Pazifist wurde. Schütze absolvierte von 1954 bis 1957 eine Lehre als Maler und arbeitete dann, von 1963 bis 1965 unterbrochen durch den Dienst bei der NVA, als Bauhandwerker. Daneben machte er von 1965 bis 1967 an der Kunsthochschule Berlin-Weißensee (KHS) bei Johannes Richter (* 1937) ein Abendstudium. Anschließend studierte er dort bei Günter Brendel und Fritz Dähn bis 1972 Malerei. Seit dem Studienabschluss als Diplom-Maler arbeitet Schütze als freischaffender Künstler. Schütze war an der KHS von 1973 bis 1975 Aspirant, 1975/1976 Assistent und von 1976 bis 1986 Lehrbeauftragter im Grundlagen- und Naturstudium.
Einer der Schwerpunkt der künstlerischen Arbeit Schützes sind Naturdarstellungen, wobei er sich u. a. mit der Zerstörung der Wälder befasst, so mit der Assemblage Hagals Schrei. Schütze verfügt über ein breites Spektrum künstlerischer Ausdrucksmittel und schuf insbesondere Tafelbilder, Arbeiten auf Papier, Siebdrucke, Frottagen, Assemblagen und Skulpturen. Er war an architekturbezogenen Arbeiten für repräsentative Bauten in Berlin beteiligt, so 1973/1974 an der Farbgestaltung für den Großen Saal des Palasts der Republik. U. a. wurde 1984 der Bildfries des Carl-Maria-von Weber-Saals im Konzerthaus Berlin von ihm entworfen und ausgeführt. 1986 schuf er Wandgemälde im Restaurant Französischer Hof, die seit dessen Umbau verloren sind, und 1993/1994 die Wandmalerei des Foyers der Villa Fromberg in der Kurfürstenstraße 132.
Schütze hatte schon von 1973 bis 2022 über 100 Personalausstellungen und Ausstellungsbeteiligungen im In- und Ausland.